# Александър Ковачевич (шахматист)
Вижте пояснителната страница за други личности с името Александър Ковачевич.
Александър Ковачевич (на сръбски: Александар Ковачевић) е сръбски шахматист, гросмайстор.

## Биография
Роден е на 11 февруари 1974 г. Носител с „Новосадски шах клуб“ на купата на СР Югославия за 2001 г. Участник на пет шахматни олимпиади и две европейски отборни първенства (2001 и 2011). Международен майстор от 1995 г. и гросмайстор от 2000 г.

## Турнирни резултати
- 2004 – Нова Горица (първо-второ място със Зденко Кожул на „Хит Оупън“ с резултат 7 точки от 9 възможни)[4]
- 2006 – Задар (първо място на „Задар Оупън“)[5]
- 2007 – Стара Пазова (първо място с резултат 8 точки от 11 възможни)[6]
- 2010 – Вършац (първо-второ място с Иван Иванишевич на „Бора Костич Мемориал“ с резултат 6 точки от 9 възможни)[7]
- 2011 – Пула (първо място след тайбрек на „Пула Оупън“ с резултат 7,5 точки от 9 възможни)[8]
- 2013 – Сараево (второ място след тайбрек на „Босна“ с резултат 6 точки от 9 възможни, колкото имат Роберт Маркус и Предраг Николич)[9]

## Участия на шахматни олимпиади
| Година | Организатор    | Отбор               | Класиране (отборно) | Дъска         |
| 2000   | Истанбул       | Югославия           | 24                  | Първа резерва |
| 2002   | Блед           | Югославия           | 10                  | Четвърта      |
| 2004   | Калвия         | Сърбия и Черна гора | 15                  | Четвърта      |
| 2008   | Дрезден        | Сърбия              | 20                  | Трета         |
| 2010   | Ханти-Мансийск | Сърбия              | 33                  | Втора         |